# Sophora toromiro
Sophora toromiro, comummente conhecida como Toromiro, é uma espécie de árvore florida da família leguminosa Fabaceae, que é endémica da Ilha de Páscoa. Pesado desmatamento tinha eliminado a maior parte da floresta da ilha na primeira metade do século 17, e o uma vez comum toromiro tornou-se raro e, finalmente, extinto na natureza.